# André Ferreira Pereira
André Ferreira Pereira foi um administrador colonial português que exerceu o cargo de Capitão-General na Capitania-Geral do Reino de Angola, entre 1591 e Junho de 1592. 
Foi antecedido no cargo por Luís Serrão e sucedido por D. Francisco de Almeida.